# 内田勝
内田 勝（うちだ まさる、1935年4月22日 - 2008年5月30日）は、日本の雑誌編集者。北海道生まれ。
講談社発行の漫画雑誌『週刊少年マガジン』第3代編集長。

## 経歴
1935年北海道に出生し、小学6年生から埼玉県越生町へ転居する。地元の小中学校を卒業後、川越高校を経て東京教育大学へ入学する。在学中に結核を患い、1年間休学した。1959年に講談社を受験し、一度は身体検査で不合格となったが、大学の主任教授梅根悟の推薦状で入社を許された。
『週刊少年マガジン』には創刊時から携わり、1965年に第3代編集長に就任する。怪獣ものの企画で同誌の売上を伸ばし、30万部だった発行部数を1年で50万部に増大させた。拳銃プレゼントや世界の切手プレゼントなどの企画も、内田の独創である。副編集長・宮原照夫と共に梶原一騎を訪問して本格的な漫画原作者の道へ導き、梶原原作の『巨人の星』を1966年に連載開始する。同作は1971年の連載終了まで、『週刊少年マガジン』の発行部数増加に貢献する大ヒット作品となった。
また出版部数を延ばすため、出版とテレビのコラボレーションに尽力した。水木しげるの『ゲゲゲの鬼太郎』（当時連載中だった『墓場の鬼太郎』をアニメ化の際、スポンサーの要請もあり、内田の提案で『ゲゲゲの鬼太郎』に改題）、その後の『仮面ライダー』、『タイガーマスク』などのヒーローものへ繋がっていく。内田の著書『奇の発想』に、内田と渡邊の2人の関係があって企画が成り立っていたことが如実に書かれている。
こうして内田は『週刊少年マガジン』を7年で黒字に転換させた。1970年3月には『巨人の星』と並ぶ同誌連載の大ヒット作品『あしたのジョー』の登場人物で、劇中で死亡した力石徹の葬儀告別式を寺山修司、梶原一騎、ちばてつやらと、講談社六階講堂で行った。
1969年に月刊誌『ぼくら』をリニューアルした『週刊ぼくらマガジン』の編集長を1970年から兼任する。『月刊少年マガジン』とともに3誌の編集長を務めるようになった。劇画路線だった『週刊少年マガジン』をさらに高校生以上の青年誌化し、『週刊ぼくらマガジン』は弟雑誌として、『タイガーマスク』『仮面ライダー』など変身ヒーローもの路線を推進した。
1970年の『週刊少年マガジン』夏休み特大号は150万部という、当時としては空前の発行部数を記録した。赤塚不二夫の移籍をめぐる小学館『週刊少年サンデー』との闘いでは、中心的な役割を演じた。『週刊少年マガジン』時代には、漫画原作者を積極的に起用し、前述の梶原一騎の他、『8マン』のヒット後、『狼男だよ』改竄事件で敬遠されていたSF作家の平井和正に救いの手を差し伸べた。また、W3事件を契機に劇画路線を推進して水木しげるや谷岡ヤスジを発掘し、さらにはテレビとのメディアミックスや図解特集、グラビアページを担当した大伴昌司を見出した功績も大きい。
1971年に『週刊ぼくらマガジン』休刊とともに、部数が急落していた『週刊少年マガジン』編集長を宮原照夫に任せ、『月刊現代』の編集長を1年半担当する。その後、新雑誌開発室を立ち上げ、早稲田編集企画室の黒木純一郎（女優・松原智恵子のご主人）や株式会社プラントピアの代表でアートディレクターの首藤進とnon-noとananに対抗する雑誌を立ち上げるためのプロジェクトを組んで、一年半ほど取り組んだが首藤進が離脱したことで断念した。その間、フランスなどに取材班が飛んでおり、原稿も入ってきていたが、中断することとなった。その後、『世界一流品大図鑑』などの講談社MOOKシリーズ、青年誌『ホットドッグ・プレス』の創刊編集長を歴任した。
1994年、担当役員だった『DAYS JAPAN』の休刊事件の責任をとって、講談社を退社した。退社後、同年に株式会社コミックギャラリーを設立し、徳間書店を発売元として『月刊マンガボーイズ』を創刊、編集長として腕をふるうも半年で編集長交代となったのちに、1年で休刊した。その後、ソニー・マガジンズのスーパーバイザーに就任する。1998年に開局のアニメ専門チャンネル、アニマックスの立ち上げに参加し、顧問を務めた。2007年4月2日、(株)ソニー・デジタルエンタテインメントの顧問に就任した。
2008年5月30日、肺がんで死去した。享年73。

## 著書
- 「奇」の発想―みんな『少年マガジン』が教えてくれた（1998年、三五館刊）ISBN 4-88320-146-5
- ヤスジのメッタメタガキ道講座―もうひとつの「少年マガジン黄金時代」（2004年、実業之日本社刊、谷岡ヤスジ作、内田勝監修）ISBN 4-408-61237-5